# Bilivode
Bilivode su naseljeno mjesto u sastavu općine Zenica, Federacija Bosne i Hercegovine, BiH. Na području općine Zenice postoji naselje Bijele Vode, kako su se u izvorima također nazivale Bilivode, ali se nalazi na suprotnom kraju općine.

## Zemljopis
Nalazi se na sjevernim padinama planinske grede Kubera. Zapadno je selo Dobriljevo i Dolski potok, istočno su Vražele, Križ i Bare. Iz imena je vidljivo da su ovdje bile neke bijele vode. 

## Povijest
Vrela ne spominju selo prije kraja 19. stoljeća. U vrelima se često javlja i u obliku Bijele Vode. Na popisu 1895. godine skupa je popisano sela Dobriljevo, zajedno sa selima i zaseocima Bijele Vode (Bilivode), Smolice i Plane. Zabilježeno je 25 naseljenih kuća sa 182 stanovnika, 99 muških i 83 ženska. Po vjeroispovijedi su bili 87 muslimana i 95 katolika. Nekoć je na putu prema vrhu Bilivoda bio vrlo stari metalni križ s brončanim Isusovim korpusom, križ čiju godinu postavljanja ni najstariji nisu znali.

### Rat u BiH
17. i 18. travnja 1993. pripadnici Armije BiH i naoružani muslimanski civili iz susjednog sela Dobrilje opljačkali su i zapalili selo te ubili četvoricu mještana Hrvata, radi zastrašivanja svih koji se budu namjeravali vratiti. Srećom, hrvatski bojovnici su prije predaje uspjeli nekako izvući civile iz sela. Nakon predaje sprovedeni su u logor KPD Zenica.

### Nakon rata
Selo se nije oporavilo od ovog zločina. Malo je obnovljenih kuća. Tolike su zarasle da zbog raslinja je teško uopće uočiti da su tu nekoć bile.  Put do sela je zarastao i oronuo, i nema javnog prijevoza. Vratilo se dvoje stanovnika. Danas u selu živi samo jedna osoba. Prije nekoliko godina podignut je drveni križ. Stari križ s brončanim raspelom nepoznati počinitelj je odrezao i prodao u staro željezo. Bilivode pripadaju župi sv. Josipa Radnika u Gornjoj Zenici. Radi oživljavanja sjećanja, 2012. godine Bilivođani i njihov župnik svake godine prve subote u kolovozu organiziraju druženje Bilivođana u Bilivodama.